# Ilan Halimi

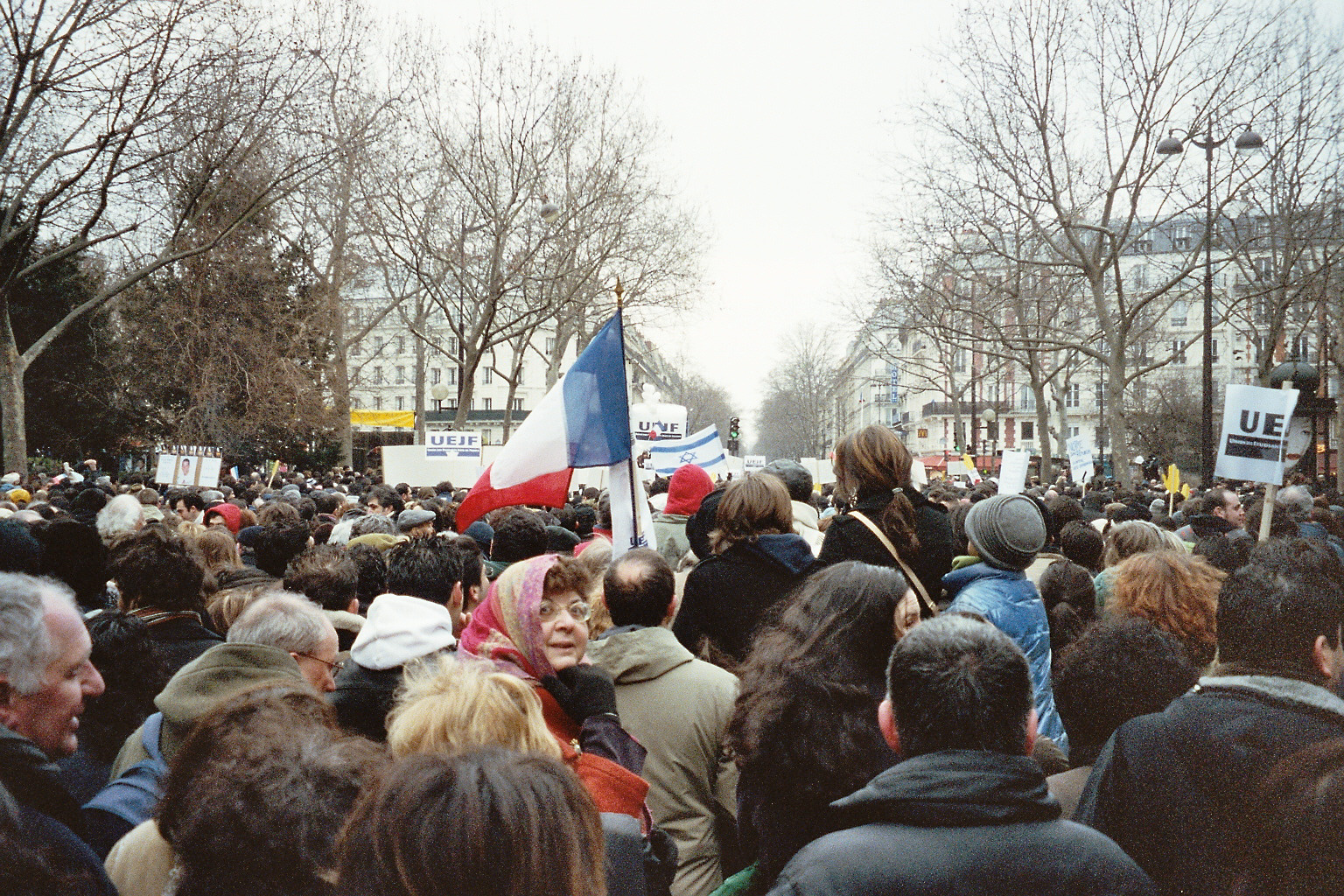
Manifestación del 26 febrero de 2006 en recuerdo de Ilan Halimi.

Ilan Halimi (en hebreo: אילן חלימי; Casablanca, 11 de octubre de 1982 - París, 13 de febrero de 2006) fue un joven judío francés, nacido en Marruecos, secuestrado el 21 de enero de 2006 en la región de París y torturado durante las siguientes tres semanas en la zona de Bagneux (afueras de París) por ser judío.
Descubierto desnudo y agonizante el 13 de febrero de 2006 junto a una vía férrea en Sainte-Geneviève-des-Bois en el departamento de Essonne, murió en el hospital poco después de su llegada. La autopsia, realizada el 14 de febrero, reveló quemaduras en el 80% del cuerpo, numerosos moretones y magulladuras, un corte en la mejilla y dos en la garganta. La conclusión de los médicos fue que la suma de la violencia y la tortura sufridas durante los 24 días fue lo que causó la muerte, a la que también contribuyeron el frío (lo mantuvieron desnudo en un apartamento sin calefacción en pleno invierno) y el hambre.
Sus captores se llamaban a sí mismos "la banda de los bárbaros" ('gang des barbares') y su propósito era obtener un rescate a cambio de su liberación. Compuesta por una veintena de personas y encabezada por Youssouf Fofana, un fundamentalista islámico de origen marfileño, la banda había intentado repetidamente secuestrar a jóvenes judíos porque, según el líder, «los judíos tienen dinero y se solidarizan entre sí»; el prejuicio adquiere un valor paradójico considerando que Ilan Halimi provenía del mismo entorno económicamente desfavorecido que sus captores.
El tribunal que los condenó reconoció el antisemitismo como una circunstancia agravante de la acusación de secuestro con fines de lucro.